# Hadassah Emmerich
Hadassah Emmerich (* 1974 in Heerlen) ist eine niederländische Malerin.

## Leben
Hadassah Emmerich hat deutsche, chinesische und indonesische Vorfahren. Sie wuchs in den Niederlanden auf. 1993–1997 besuchte sie die Academie voor Beeldende Kunsten (ABKM) in Maastricht, 1997–2000 das Hoger Instituut voor Schone Kunsten (HISK) in Antwerpen und 2003–2005 das Goldsmiths College der University of London, das sie mit dem Abschluss M. A. verließ.
Sie lebt und arbeitet in Berlin. Dort stellte sie mehrfach im Künstlerhaus Bethanien aus.
Emmerich stellt ihr Werk seit 1996 in Einzel- und Gruppenausstellungen aus. Die Ausstellung With Love from Batik Babe im Gemeentemuseum Den Haag machte sie 2005 auch international bekannt.

## Werk
Emmerich spielt in ihren Gemälden, Drucken und Wandbildern mit Formen des Exotismus und Orientalismus.
Die Kuratorin Ruba Katrib schrieb über Emmerichs Werk und dessen vielfältige kulturelle Bezüge:

„Kurvenreiche, sinnliche und unverfrorene Linien kennzeichnen viele von Hadassah Emmerichs Zeichnungen, Wandbildern und Linolschnitten. „Exotische“ und „weibliche“ Bilder – Blumen, Weinreben, Früchte, Frauenkörper und -gesichter – bevölkern ihre Bilder und Installationen, in denen ab und zu männliche Figuren wie Paul Gauguin und König Sigismund II. auftauchen. Literatur, von Gauguin-Biografien bis hin zu den Büchern des britisch-pakistanischen Autors Hanif Kureishi und der zeitgenössischen indonesischen Feministin Ayu Utami, erscheint in ihren Arbeiten als Text, der in komplexe Bildkompositionen eingebunden ist.“

### Werke in öffentlichen Sammlungen
(Auswahl)
- Bonnefantenmuseum, Maastricht
- Museum Arnhem, Arnhem
- Gemeentemuseum, Den Haag

### Werke im öffentlichen Raum
(Auswahl)
- Fassade des Festspielgebäudes des Cinekid Filmfestivals, Amsterdam, 2004 (temporäre Installation)
- Wandbild, Student Service Centre, Universität Maastricht, 2005
- Wandbild, Niederländische Botschaft Jakarta, 2006
- Birds of Paradise, Wandmalerei hinter dem Bahnhof von Heerlen, 2011